# Temporada 2024-2025 de la Liga de Béisbol Profesional de la República Dominicana
La temporada 2024-25 de la Liga de Béisbol Profesional de la República Dominicana (Copa BanReservas del campeonato de béisbol otoño-invernal 2024-25 por motivos de patrocinio). Fue la 70.ª edición de este torneo. Esta temporada fue dedicada en memoria del el empresario José León Asensio (in memoriam). La temporada regular comenzó el 16 de octubre de 2024 y finalizó el 29 de diciembre de 2024.
Los Tigres del Licey y las Águilas Cibaeñas jugaron a tres partidos como parte de la serie Titanes del Caribe, el 10 de noviembre en el Citi Field de la Ciudad de Nueva York, en los Estados Unidos, y el sábado 7 y domingo 8 de diciembre, en el Estadio Hiram Bithorn de San Juan, Puerto Rico.
Las Estrellas Orientales tuvieron participación en un nuevo clásico interligas Choque de Gigantes, del 8 al 10 de noviembre en el LoanDepot Park de Miami, en los Estados Unidos. 
Como resultado de los aplazamientos por lluvia hacia los últimos días de la temporada, LIDOM cambió el formato de la Serie Final de una serie al mejor de 9 a una serie al mejor de 7. La temporada regular también se extendió hasta el 29 de diciembre de 2024, para recuperar los juegos que se pospusieron. Dos juegos: Gigantes del Cibao vs Toros del Este (29 de diciembre), Tigres del Licey vs Leones del Escogido (30 de diciembre), fueron cancelados debido a que estos juegos no afectaron la clasificación al final de la temporada regular, lo que significó que esos cuatro equipos solo jugaron 49 juegos, respectivamente.
Los Tigres del Licey fueron los campeones defensores, habiendo ganado su campeonato número 24 durante la temporada 2023-24 y un título consecutivo. Finalmente perdieron en la final de la Serie en su intento por conseguir el tricampeonato ante los Leones del Escogido. Los Leones ganaron su campeonato número 17 y el primero desde la temporada 2015-16.

## Equipos participantes
| Equipo               | Mánager           | Ciudad                   | Estadio                         | Capacidad |
| -------------------- | ----------------- | ------------------------ | ------------------------------- | --------- |
| Tigres del Licey     | Gilbert Gómez     | Santo Domingo            | Estadio Quisqueya Juan Marichal | 14,469    |
| Leones del Escogido  | Albert Pujols     | Santo Domingo            | Estadio Quisqueya Juan Marichal | 14,469    |
| Estrellas Orientales | Fernando Tatís    | San Pedro de Macorís     | Estadio Tetelo Vargas           | 8,000     |
| Águilas Cibaeñas     | Manny García      | Santiago                 | Estadio Cibao                   | 18,077    |
| Águilas Cibaeñas     | Yadier Molina     | Santiago                 | Estadio Cibao                   | 18,077    |
| Gigantes del Cibao   | Wellington Cepeda | San Francisco de Macorís | Estadio Julián Javier           | 12,000    |
| Toros del Este       | José Offerman     | La Romana                | Estadio Francisco Micheli       | 10,000    |
| Toros del Este       | Carlos Febles     | La Romana                | Estadio Francisco Micheli       | 10,000    |

## Derechos de televisión
Las transmisiones en cada juego están a cargo de la siguiente manera:
- CDN Deportes, Coral 39, Digital 15, Telemedios Dominicanos Canal 8, Teleuniverso Canal 29, CTT Canal 49, Telenord Canal 14, Luna TV Canal 25, Romana TV Canal 42 y 48, Xtremo Channel, Televisión Dominicana (Televisión Abierta)
- Claro TV+, Altice TV, Wind Telecom, CableNET Dominicana (Televisión por Cable)
- MLB.tv, MLB Network, YouTube (Streaming)

## Serie Regular
La temporada regular se desarrolla entre el 16 de octubre y el 22 de diciembre.

### Tabla de posiciones
- Actualizadas al 31 de diciembre de 2024.[13]

| Temporada Regular    | Temporada Regular | Temporada Regular | Temporada Regular | Temporada Regular | Temporada Regular | Temporada Regular | Temporada Regular | Temporada Regular | Temporada Regular | Temporada Regular | Temporada Regular | Temporada Regular |
| Equipo               | JJ                | JG                | JP                | Ave.              | Dif.              | Racha             | Últ. 10           | Local             | Visitante         | CA                | CP                | Dif.              |
| -------------------- | ----------------- | ----------------- | ----------------- | ----------------- | ----------------- | ----------------- | ----------------- | ----------------- | ----------------- | ----------------- | ----------------- | ----------------- |
| Estrellas Orientales | 50                | 30                | 20                | .600              | 0.00              | G-3               | 6-4               | 16-9              | 14-11             | 229               | 189               | +40               |
| Águilas Cibaeñas     | 50                | 28                | 22                | .560              | 2.00              | P-2               | 6-4               | 14-11             | 14-11             | 244               | 235               | +9                |
| Tigres del Licey     | 49                | 27                | 22                | .551              | 2.50              | P-1               | 6-4               | 13-12             | 14-10             | 211               | 166               | +46               |
| Leones del Escogido  | 49                | 24                | 25                | .490              | 5.50              | G-3               | 3-7               | 12-12             | 12-13             | 220               | 238               | -18               |
| Gigantes del Cibao   | 49                | 22                | 27                | .449              | 7.50              | P-2               | 6-4               | 11-14             | 11-13             | 226               | 237               | -11               |
| Toros del Este       | 49                | 17                | 32                | .347              | 12.50             | P-8               | 1-9               | 7-17              | 10-15             | 183               | 249               | -66               |

|  |                                     |
|  | Clasificados al Todos Contra Todos. |

|  |                                     |
|  | Eliminados de la Temporada 2024-25. |

### Temporada Regular
- Actualizadas al 31 de diciembre de 2024.[13]

| Stat | Jugador           | Equipo | Total |
| ---- | ----------------- | ------ | ----- |
| AVG  | J.C. Escarra      | AC     | .363  |
| H    | Emilio Bonifacio  | TL     | 55    |
| 2B   | J.C. Escarra      | AC     | 13    |
| 3B   | Emilio Bonifacio  | TL     | 4     |
| HR   | Carlos Peguero    | GC     | 8     |
| HR   | Aderlin Rodríguez | AC     | 8     |
| CI   | Aderlin Rodríguez | AC     | 28    |
| SB   | Johan Rojas       | GC     | 23    |
| CA   | Emilio Bonifacio  | TL     | 33    |
| TB   | Emilio Bonifacio  | TL     | 73    |

| Stat | Jugador           | Equipo | Total |
| ---- | ----------------- | ------ | ----- |
| V    | Enny Romero       | AC     | 6     |
| D    | 2 jugadores       | n/a    | 2     |
| EFE. | Enny Romero       | AC     | 1.24  |
| SO   | Nabil Crismatt    | GC     | 49    |
| SV   | Jean Carlos Mejia | TL     | 13    |
| IP   | Nabil Crismatt    | GC     | 54.1  |

### Calendario de juegos
Huso horario: EST (UTC-04:00)
| Águilas Cibaeñas     | 8-4       | Gigantes del Cibao   | Estadio Julián Javier           | 16 de octubre | 19:00 p. m. | Telemedios Dominicanos Canal 25 - CTT Canal 49 - Telenord Canal 14 - Luna TV Canal 53 Claro TV - Altice TV - CableNET Dominicana Televisión Dominicana | MLB.tv           |
| Tigres del Licey     | 2-3       | Leones del Escogido  | Estadio Quisqueya Juan Marichal | 16 de octubre | 19:15 p. m. | Digital 15 Claro TV - Altice TV | MLB.tv           |
| Estrellas Orientales | 3-1       | Toros del Este       | Estadio Francisco Micheli       | 16 de octubre | 19:30 p. m. | Coral 39 - Romana TV Canal 42 y 48 Claro TV - Altice TV Televisión Dominicana                                                                          | MLB.tv           |
| Gigantes del Cibao   | 4-2       | Tigres del Licey     | Estadio Quisqueya Juan Marichal | 17 de octubre | 19:30 p. m. | Digital 15 - Telemicro Internacional Claro TV - Altice TV                                                                                              | MLB.tv - YouTube |
| Toros del Este       | 4-2       | Águilas Cibaeñas     | Estadio Cibao                   | 17 de octubre | 19:30 p. m. | CDN Deportes - Teleuniverso Canal 29 Claro TV - Altice TV                                                                                              | MLB.tv - YouTube |
| Leones del Escogido  | Pospuesto | Estrellas Orientales | Estadio Tetelo Vargas           | 17 de octubre | 19:30 p. m. | - | -                |
| Estrellas Orientales | 2-3       | Leones del Escogido  | Estadio Quisqueya Juan Marichal | 18 de octubre | 18:15 p. m. | Digital 15 Claro TV - Altice TV | MLB.tv           |
| Tigres del Licey     | 4-2       | Gigantes del Cibao   | Estadio Julián Javier           | 18 de octubre | 19:00 p. m. | Telemedios Dominicanos Canal 25 - CTT Canal 49 - Telenord Canal 14 - Luna TV Canal 53 Claro TV - Altice TV - CableNET Dominicana Televisión Dominicana | MLB.tv           |
| Águilas Cibaeñas     | 2-3       | Toros del Este       | Estadio Francisco Micheli       | 18 de octubre | 20:00 p. m. | Coral 39 - Romana TV Canal 42 y 48 Claro TV - Altice TV Televisión Dominicana                                                                          | MLB.tv           |
| Estrellas Orientales | 5-10      | Tigres del Licey     | Estadio Quisqueya Juan Marichal | 19 de octubre | 17:00 p. m. | Digital 15 - Telemicro Internacional Claro TV - Altice TV                                                                                              | MLB.tv - YouTube |
| Leones del Escogido  | 3-1       | Águilas Cibaeñas     | Estadio Cibao                   | 19 de octubre | 18:00 p. m. | CDN Deportes - Teleuniverso Canal 29 Claro TV - Altice TV                                                                                              | MLB.tv - YouTube |
| Gigantes del Cibao   | 1-6       | Toros del Este       | Estadio Francisco Micheli       | 19 de octubre | 19:30 p. m. | Coral 39 - Romana TV Canal 42 y 48 Claro TV - Altice TV Televisión Dominicana                                                                          | MLB.tv           |
| Gigantes del Cibao   | 6-0       | Águilas Cibaeñas     | Estadio Cibao                   | 20 de octubre | 16:00 p. m. | CDN Deportes - Teleuniverso Canal 29 Claro TV - Altice TV                                                                                              | MLB.tv - YouTube |
| Leones del Escogido  | 6-3       | Tigres del Licey     | Estadio Quisqueya Juan Marichal | 20 de octubre | 17:00 p. m. | Digital 15 - Telemicro Internacional Claro TV - Altice TV                                                                                              | MLB.tv - YouTube |
| Estrellas Orientales | 7-3       | Toros del Este       | Estadio Francisco Micheli       | 20 de octubre | 17:00 p. m. | Coral 39 - Romana TV Canal 42 y 48 Claro TV - Altice TV Televisión Dominicana                                                                          | MLB.tv           |

| Leones del Escogido  | 9-6       | Gigantes del Cibao   | Estadio Julián Javier           | 22 de octubre | 7:00 p. m. | Telemedios Dominicanos Canal 25 - CTT Canal 49 - Telenord Canal 14 - Luna TV Canal 53 Claro TV - Altice TV - CableNET Dominicana Televisión Dominicana | MLB.TV           |
| Toros del Este       | 6-1       | Tigres del Licey     | Estadio Quisqueya               | 22 de octubre | 8:10 p. m. | Digital 15 - Telemicro Internacional Claro TV - Altice TV                                                                                              | MLB.TV - YouTube |
| Águilas Cibaeñas     | 1-2       | Estrellas Orientales | Estadio Tetelo Vargas           | 22 de octubre | 7:30 p. m. | Coral 39 - Xtremo Channel Claro TV Televisión Dominicana                                                                                               | MLB.tv           |
| Gigantes del Cibao   | 2-4       | Leones del Escogido  | Estadio Quisqueya Juan Marichal | 23 de octubre | 7:15 p. m. | Digital 15 Claro TV - Altice TV | MLB.tv           |
| Estrellas Orientales | Pospuesto | Águilas Cibaeñas     | Estadio Cibao                   | 23 de octubre | 7:30 p. m. | - | -                |
| Tigres del Licey     | 7-2       | Toros del Este       | Estadio Francisco Micheli       | 23 de octubre | 7:30 p. m. | Coral 39 - Romana TV Canal 42 y 48 Claro TV - Altice TV Televisión Dominicana                                                                          | MLB.TV           |
| Toros del Este       | 3-4       | Gigantes del Cibao   | Estadio Julián Javier           | 24 de octubre | 7:00 p. m. | Telemedios Dominicanos Canal 25 - CTT Canal 49 - Telenord Canal 14 - Luna TV Canal 53 Claro TV - Altice TV - CableNET Dominicana Televisión Dominicana | MLB.TV           |
| Leones del Escogido  | 1-9       | Estrellas Orientales | Estadio Tetelo Vargas           | 24 de octubre | 7:30 p. m. | Coral 39 - Xtremo Channel Claro TV Televisión Dominicana                                                                                               | MLB.TV           |
| Águilas Cibaeñas     | 8-5       | Leones del Escogido  | Estadio Quisqueya Juan Marichal | 25 de octubre | 7:15 p. m. | Digital 15 Claro TV - Altice TV | MLB.tv           |
| Tigres del Licey     | 4-3       | Estrellas Orientales | Estadio Tetelo Vargas           | 25 de octubre | 7:30 p. m. | Coral 39 - Xtremo Channel Claro TV Televisión Dominicana                                                                                               | MLB.TV           |
| Toros del Este       | 3-2       | Leones del Escogido  | Estadio Quisqueya Juan Marichal | 26 de octubre | 4:00 p. m. | Digital 15 Claro TV - Altice TV | MLB.tv           |
| Tigres del Licey     | 1-0       | Águilas Cibaeñas     | Estadio Cibao                   | 26 de octubre | 6:00 p. m. | CDN Deportes - Teleuniverso Canal 29 Claro TV - Altice TV                                                                                              | MLB.TV - YouTube |
| Gigantes del Cibao   | 5-3       | Estrellas Orientales | Estadio Tetelo Vargas           | 26 de octubre | 7:30 p. m. | Coral 39 - Xtremo Channel Claro TV Televisión Dominicana                                                                                               | MLB.TV           |
| Águilas Cibaeñas     | 0-3       | Tigres del Licey     | Estadio Quisqueya Juan Marichal | 27 de octubre | 5:00 p. m. | Digital 15 - Telemicro Internacional Claro TV - Altice TV                                                                                              | MLB.tv - YouTube |
| Estrellas Orientales | 13-11     | Gigantes del Cibao   | Estadio Julián Javier           | 27 de octubre | 5:00 p. m. | Telemedios Dominicanos Canal 25 - CTT Canal 49 - Telenord Canal 14 - Luna TV Canal 53 Claro TV - Altice TV - CableNET Dominicana Televisión Dominicana | MLB.TV           |
| Leones del Escogido  | 9-4       | Toros del Este       | Estadio Francisco Micheli       | 27 de octubre | 5:00 p. m. | Coral 39 - Romana TV Canal 42 y 48 Claro TV - Altice TV Televisión Dominicana                                                                          | MLB.tv           |

| Estrellas Orientales | 4-6       | Águilas Cibaeñas     | Estadio Cibao             | 28 de octubre | 7:30 p. m. | CDN Deportes - Teleuniverso Canal 29 Claro TV - Altice TV                                                                                              | MLB.TV - YouTube |
| Gigantes del Cibao   | 1-7       | Leones del Escogido  | Estadio Quisqueya         | 29 de octubre | 7:15 p. m. | Digital 15 Claro TV - Altice TV | MLB.TV           |
| Estrellas Orientales | 3-4       | Águilas Cibaeñas     | Estadio Cibao             | 29 de octubre | 7:30 p. m. | CDN Deportes - Teleuniverso Canal 29 Claro TV - Altice TV                                                                                              | MLB.TV - YouTube |
| Tigres del Licey     | 4-3       | Toros del Este       | Estadio Francisco Micheli | 29 de octubre | 7:30 p. m. | Coral 39 - Romana TV Canal 42 y 48 Claro TV - Altice TV Televisión Dominicana                                                                          | MLB.TV           |
| Leones del Escogido  | 3-1       | Gigantes del Cibao   | Estadio Julián Javier     | 30 de octubre | 7:00 p. m. | Telemedios Dominicanos Canal 25 - CTT Canal 49 - Telenord Canal 14 - Luna TV Canal 53 Claro TV - Altice TV - CableNET Dominicana Televisión Dominicana | MLB.TV           |
| Toros del Este       | 6-8       | Tigres del Licey     | Estadio Quisqueya         | 30 de octubre | 7:30 p. m. | Digital 15 - Telemicro Internacional Claro TV - Altice TV                                                                                              | MLB.TV - YouTube |
| Águilas Cibaeñas     | 1-9       | Estrellas Orientales | Estadio Tetelo Vargas     | 30 de octubre | 7:30 p. m. | Coral 39 - Xtremo Channel Claro TV Televisión Dominicana                                                                                               | MLB.TV           |
| Estrellas Orientales | Pospuesto | Gigantes del Cibao   | Estadio Julián Javier     | 31 de octubre | 7:00 p. m. | - | -                |
| Toros del Este       | Pospuesto | Águilas Cibaeñas     | Estadio Cibao             | 31 de octubre | 7:30 p. m. | - | -                |

| Gigantes del Cibao   | 2-0  | Tigres del Licey     | Estadio Quisqueya         | 1 de noviembre | 7:30 p. m. | Digital 15 - Telemicro Internacional Claro TV - Altice TV                                                                                              | MLB.TV - YouTube |
| Leones del Escogido  | 3-1  | Toros del Este       | Estadio Francisco Micheli | 1 de noviembre | 7:30 p. m. | Coral 39 - Romana TV Canal 42 y 48 Claro TV - Altice TV Televisión Dominicana                                                                          | MLB.TV           |
| Águilas Cibaeñas     | 3-1  | Tigres del Licey     | Estadio Quisqueya         | 2 de noviembre | 7:30 p. m. | Digital 15 - Telemicro Internacional Claro TV - Altice TV                                                                                              | MLB.TV - YouTube |
| Leones del Escogido  | 1-8  | Estrellas Orientales | Estadio Tetelo Vargas     | 2 de noviembre | 7:30 p. m. | Coral 39 - Xtremo Channel Claro TV Televisión Dominicana                                                                                               | MLB.TV           |
| Toros del Este       | 8-11 | Leones del Escogido  | Estadio Quisqueya         | 3 de noviembre | 4:00 p. m. | Digital 15 Claro TV - Altice TV | MLB.TV           |
| Tigres del Licey     | 1-3  | Águilas Cibaeñas     | Estadio Cibao             | 3 de noviembre | 4:00 p. m. | CDN Deportes - Teleuniverso Canal 29 Claro TV - Altice TV                                                                                              | MLB.TV - YouTube |
| Gigantes del Cibao   | 9-3  | Estrellas Orientales | Estadio Tetelo Vargas     | 3 de noviembre | 5:00 p. m. | Coral 39 - Xtremo Channel Claro TV Televisión Dominicana                                                                                               | MLB.TV           |
| Tigres del Licey     |      | Leones del Escogido  | Estadio Quisqueya         | 4 de noviembre | 4:00 p. m. | Digital 15 Claro TV - Altice TV | MLB.TV           |
| Águilas Cibaeñas     |      | Gigantes del Cibao   | Estadio Julián Javier     | 4 de noviembre | 5:00 p. m. | Telemedios Dominicanos Canal 25 - CTT Canal 49 - Telenord Canal 14 - Luna TV Canal 53 Claro TV - Altice TV - CableNET Dominicana Televisión Dominicana | MLB.TV           |
| Estrellas Orientales |      | Toros del Este       | Estadio Francisco Micheli | 4 de noviembre | 5:00 p. m. | Coral 39 - Romana TV Canal 42 y 48 Claro TV - Altice TV Televisión Dominicana                                                                          | MLB.TV           |
| Estrellas Orientales |      | Tigres del Licey     | Estadio Quisqueya         | 5 de noviembre | 7:30 p. m. | Digital 15 - Telemicro Internacional Claro TV - Altice TV                                                                                              | MLB.TV - YouTube |
| Leones del Escogido  |      | Águilas Cibaeñas     | Estadio Cibao             | 5 de noviembre | 7:30 p. m. | CDN Deportes - Teleuniverso Canal 29 Claro TV - Altice TV                                                                                              | MLB.TV - YouTube |
| Tigres del Licey     |      | Gigantes del Cibao   | Estadio Julián Javier     | 6 de noviembre | 7:00 p. m. | Telemedios Dominicanos Canal 25 - CTT Canal 49 - Telenord Canal 14 - Luna TV Canal 53 Claro TV - Altice TV - CableNET Dominicana Televisión Dominicana | MLB.TV           |
| Estrellas Orientales |      | Leones del Escogido  | Estadio Quisqueya         | 6 de noviembre | 7:15 p. m. | Digital 15 Claro TV - Altice TV | MLB.TV           |
| Águilas Cibaeñas     |      | Toros del Este       | Estadio Francisco Micheli | 6 de noviembre | 7:30 p. m. | Coral 39 - Romana TV Canal 42 y 48 Claro TV - Altice TV Televisión Dominicana                                                                          | MLB.TV           |

| Toros del Este       |  | Gigantes del Cibao   | Estadio Julián Javier     | 8 de noviembre  | 7:00 p. m. | Telemedios Dominicanos Canal 25 - CTT Canal 49 - Telenord Canal 14 - Luna TV Canal 53 Claro TV - Altice TV - CableNET Dominicana Televisión Dominicana | MLB.TV           |
| Gigantes del Cibao   |  | Leones del Escogido  | Estadio Quisqueya         | 9 de noviembre  | 4:00 p. m. | Digital 15 Claro TV - Altice TV | MLB.TV           |
| Leones del Escogido  |  | Gigantes del Cibao   | Estadio Julián Javier     | 10 de noviembre | 5:00 p. m. | Telemedios Dominicanos Canal 25 - CTT Canal 49 - Telenord Canal 14 - Luna TV Canal 53 Claro TV - Altice TV - CableNET Dominicana Televisión Dominicana | MLB.TV           |
| Gigantes del Cibao   |  | Toros del Este       | Estadio Francisco Micheli | 11 de noviembre | 7:30 p. m. | Coral 39 - Romana TV Canal 42 y 48 Claro TV - Altice TV Televisión Dominicana                                                                          | MLB.TV           |
| Gigantes del Cibao   |  | Tigres del Licey     | Estadio Quisqueya         | 12 de noviembre | 7:30 p. m. | Digital 15 - Telemicro Internacional Claro TV - Altice TV                                                                                              | MLB.TV - YouTube |
| Toros del Este       |  | Águilas Cibaeñas     | Estadio Cibao             | 12 de noviembre | 7:30 p. m. | CDN Deportes - Teleuniverso Canal 29 Claro TV - Altice TV                                                                                              | MLB.TV - YouTube |
| Leones del Escogido  |  | Estrellas Orientales | Estadio Tetelo Vargas     | 12 de noviembre | 7:30 p. m. | Coral 39 - Xtremo Channel Claro TV Televisión Dominicana                                                                                               | MLB.TV           |
| Tigres del Licey     |  | Gigantes del Cibao   | Estadio Julián Javier     | 13 de noviembre | 7:00 p. m. | Telemedios Dominicanos Canal 25 - CTT Canal 49 - Telenord Canal 14 - Luna TV Canal 53 Claro TV - Altice TV - CableNET Dominicana Televisión Dominicana | MLB.TV           |
| Estrellas Orientales |  | Leones del Escogido  | Estadio Julián Javier     | 13 de noviembre | 7:15 p. m. | Digital 15 Claro TV - Altice TV | MLB.TV           |
| Águilas Cibaeñas     |  | Toros del Este       | Estadio Francisco Micheli | 13 de noviembre | 7:30 p. m. | Coral 39 - Romana TV Canal 42 y 48 Claro TV - Altice TV Televisión Dominicana                                                                          | MLB.TV           |

| Estrellas Orientales |  | Águilas Cibaeñas     | Estadio Cibao             | 15 de noviembre | 7:30 p. m. | CDN Deportes - Teleuniverso Canal 29 Claro TV - Altice TV                                                                                              | MLB.TV - YouTube |
| Tigres del Licey     |  | Toros del Este       | Estadio Francisco Micheli | 15 de noviembre | 7:30 p. m. | Coral 39 - Romana TV Canal 42 y 48 Claro TV - Altice TV Televisión Dominicana                                                                          | MLB.TV           |
| Águilas Cibaeñas     |  | Leones del Escogido  | Estadio Quisqueya         | 16 de noviembre | 4:00 p. m. | Digital 15 Claro TV - Altice TV | MLB.TV           |
| Toros del Este       |  | Gigantes del Cibao   | Estadio Julián Javier     | 16 de noviembre | 5:00 p. m. | Telemedios Dominicanos Canal 25 - CTT Canal 49 - Telenord Canal 14 - Luna TV Canal 53 Claro TV - Altice TV - CableNET Dominicana Televisión Dominicana | MLB.TV           |
| Tigres del Licey     |  | Estrellas Orientales | Estadio Tetelo Vargas     | 16 de noviembre | 7:30 p. m. | Coral 39 - Xtremo Channel Claro TV Televisión Dominicana                                                                                               | MLB.TV           |
| Leones del Escogido  |  | Águilas Cibaeñas     | Estadio Cibao             | 17 de noviembre | 4:00 p. m. | CDN Deportes - Teleuniverso Canal 29 Claro TV - Altice TV                                                                                              | MLB.TV - YouTube |
| Estrellas Orientales |  | Tigres del Licey     | Estadio Quisqueya         | 17 de noviembre | 5:00 p. m. | Digital 15 - Telemicro Internacional Claro TV - Altice TV                                                                                              | MLB.TV - YouTube |
| Gigantes del Cibao   |  | Toros del Este       | Estadio Francisco Micheli | 17 de noviembre | 5:00 p. m. | Coral 39 - Romana TV Canal 42 y 48 Claro TV - Altice TV Televisión Dominicana                                                                          | MLB.TV           |
| Leones del Escogido  |  | Tigres del Licey     | Estadio Quisqueya         | 18 de noviembre | 7:30 p. m. | Digital 15 - Telemicro Internacional Claro TV - Altice TV                                                                                              | MLB.TV - YouTube |
| Gigantes del Cibao   |  | Águilas Cibaeñas     | Estadio Cibao             | 18 de noviembre | 7:30 p. m. | CDN Deportes - Teleuniverso Canal 29 Claro TV - Altice TV                                                                                              | MLB.TV - YouTube |
| Toros del Este       |  | Estrellas Orientales | Estadio Tetelo Vargas     | 18 de noviembre | 7:30 p. m. | Coral 39 - Xtremo Channel Claro TV Televisión Dominicana                                                                                               | MLB.TV           |
| Estrellas Orientales |  | Gigantes del Cibao   | Estadio Julián Javier     | 19 de noviembre | 7:00 p. m. | Telemedios Dominicanos Canal 25 - CTT Canal 49 - Telenord Canal 14 - Luna TV Canal 53 Claro TV - Altice TV - CableNET Dominicana Televisión Dominicana | MLB.TV           |
| Águilas Cibaeñas     |  | Tigres del Licey     | Estadio Quisqueya         | 19 de noviembre | 7:30 p. m. | Digital 15 - Telemicro Internacional Claro TV - Altice TV                                                                                              | MLB.TV - YouTube |
| Toros del Este       |  | Leones del Escogido  | Estadio Francisco Micheli | 19 de noviembre | 7:30 p. m. | Digital 15 Claro TV - Altice TV | MLB.TV           |
| Toros del Este       |  | Leones del Escogido  | Estadio Quisqueya         | 20 de noviembre | 7:15 p. m. | Digital 15 Claro TV - Altice TV | MLB.TV           |
| Tigres del Licey     |  | Águilas Cibaeñas     | Estadio Cibao             | 20 de noviembre | 7:30 p. m. | CDN Deportes - Teleuniverso Canal 29 Claro TV - Altice TV                                                                                              | MLB.TV - YouTube |
| Gigantes del Cibao   |  | Estrellas Orientales | Estadio Tetelo Vargas     | 20 de noviembre | 7:30 p. m. | Coral 39 - Xtremo Channel Claro TV Televisión Dominicana                                                                                               | MLB.TV           |

| Águilas Cibaeñas     |  | Gigantes del Cibao   | Estadio Julián Javier     | 22 de noviembre | 7:00 p. m. | Claro TV - Altice TV MLB.TV - Televisión Dominicana       |                  |
| Estrellas Orientales |  | Tigres del Licey     | Estadio Quisqueya         | 22 de noviembre | 7:30 p. m. | Digital 15 - Telemicro Internacional Claro TV - Altice TV | MLB.TV - YouTube |
| Leones del Escogido  |  | Toros del Este       | Estadio Francisco Micheli | 22 de noviembre | 7:30 p. m. | Claro TV - Altice TV MLB.TV - Televisión Dominicana       |                  |
| Estrellas Orientales |  | Leones del Escogido  | Estadio Quisqueya         | 23 de noviembre | 4:00 p. m. | Claro TV - Altice TV MLB.TV - Televisión Dominicana       |                  |
| Tigres del Licey     |  | Águilas Cibaeñas     | Estadio Cibao             | 23 de noviembre | 6:00 p. m. | Claro TV - Altice TV MLB.TV - Televisión Dominicana       |                  |
| Gigantes del Cibao   |  | Toros del Este       | Estadio Francisco Micheli | 23 de noviembre | 7:30 p. m. | Claro TV - Altice TV MLB.TV - Televisión Dominicana       |                  |
| Águilas Cibaeñas     |  | Tigres del Licey     | Estadio Quisqueya         | 24 de noviembre | 5:00 p. m. | Digital 15 - Telemicro Internacional Claro TV - Altice TV | MLB.TV - YouTube |
| Toros del Este       |  | Gigantes del Cibao   | Estadio Julián Javier     | 24 de noviembre | 5:00 p. m. | Claro TV - Altice TV MLB.TV - Televisión Dominicana       |                  |
| Leones del Escogido  |  | Estrellas Orientales | Estadio Tetelo Vargas     | 24 de noviembre | 5:00 p. m. | Claro TV - Altice TV MLB.TV - Televisión Dominicana       |                  |
| Toros del Este       |  | Leones del Escogido  | Estadio Quisqueya         | 25 de noviembre | 7:00 p. m. | Claro TV - Altice TV MLB.TV - Televisión Dominicana       |                  |
| Gigantes del Cibao   |  | Águilas Cibaeñas     | Estadio Cibao             | 25 de noviembre | 7:30 p. m. | Claro TV - Altice TV MLB.TV - Televisión Dominicana       |                  |
| Tigres del Licey     |  | Estrellas Orientales | Estadio Tetelo Vargas     | 25 de noviembre | 7:30 p. m. | Claro TV - Altice TV MLB.TV - Televisión Dominicana       |                  |
| Estrellas Orientales |  | Gigantes del Cibao   | Estadio Julián Javier     | 26 de noviembre | 7:00 p. m. | Claro TV - Altice TV MLB.TV - Televisión Dominicana       |                  |
| Tigres del Licey     |  | Leones del Escogido  | Estadio Quisqueya         | 26 de noviembre | 7:15 p. m. | Claro TV - Altice TV MLB.TV - Televisión Dominicana       |                  |
| Águilas Cibaeñas     |  | Toros del Este       | Estadio Francisco Micheli | 26 de noviembre | 7:30 p. m. | Claro TV - Altice TV MLB.TV - Televisión Dominicana       |                  |

| Gigantes del Cibao   |  | Tigres del Licey     | Estadio Quisqueya         | 28 de noviembre | 7:30 p. m. | Digital 15 - Telemicro Internacional Claro TV - Altice TV | MLB.TV - YouTube |
| Leones del Escogido  |  | Águilas Cibaeñas     | Estadio Cibao             | 28 de noviembre | 7:30 p. m. | Claro TV - Altice TV MLB.TV - Televisión Dominicana       |                  |
| Toros del Este       |  | Estrellas Orientales | Estadio Tetelo Vargas     | 28 de noviembre | 7:30 p. m. | Claro TV - Altice TV MLB.TV - Televisión Dominicana       |                  |
| Leones del Escogido  |  | Gigantes del Cibao   | Estadio Julián Javier     | 29 de noviembre | 7:00 p. m. | Claro TV - Altice TV MLB.TV - Televisión Dominicana       |                  |
| Toros del Este       |  | Tigres del Licey     | Estadio Quisqueya         | 29 de noviembre | 7:30 p. m. | Claro TV - Altice TV MLB.TV - Televisión Dominicana       |                  |
| Águilas Cibaeñas     |  | Estrellas Orientales | Estadio Tetelo Vargas     | 29 de noviembre | 7:30 p. m. | Claro TV - Altice TV MLB.TV - Televisión Dominicana       |                  |
| Gigantes del Cibao   |  | Leones del Escogido  | Estadio Quisqueya         | 30 de noviembre | 4:00 p. m. | Claro TV - Altice TV MLB.TV - Televisión Dominicana       |                  |
| Estrellas Orientales |  | Águilas Cibaeñas     | Estadio Cibao             | 30 de noviembre | 6:00 p. m. | Claro TV - Altice TV MLB.TV - Televisión Dominicana       |                  |
| Tigres del Licey     |  | Toros del Este       | Estadio Francisco Micheli | 30 de noviembre | 7:30 p. m. | Claro TV - Altice TV MLB.TV - Televisión Dominicana       |                  |
| Águilas Cibaeñas     |  | Leones del Escogido  | Estadio Quisqueya         | 1 de diciembre  | 4:00 p. m. | Claro TV - Altice TV MLB.TV - Televisión Dominicana       |                  |
| Tigres del Licey     |  | Gigantes del Cibao   | Estadio Julián Javier     | 1 de diciembre  | 5:00 p. m. | Claro TV - Altice TV MLB.TV - Televisión Dominicana       |                  |
| Toros del Este       |  | Estrellas Orientales | Estadio Tetelo Vargas     | 1 de diciembre  | 5:00 p. m. | Claro TV - Altice TV MLB.TV - Televisión Dominicana       |                  |

| Leones del Escogido  |  | Tigres del Licey     | Estadio Quisqueya         | 3 de diciembre | 7:30 p. m. | Digital 15 - Telemicro Internacional Claro TV - Altice TV | MLB.TV - YouTube |
| Toros del Este       |  | Águilas Cibaeñas     | Estadio Cibao             | 3 de diciembre | 7:30 p. m. | Claro TV - Altice TV MLB.TV - Televisión Dominicana       |                  |
| Gigantes del Cibao   |  | Estrellas Orientales | Estadio Tetelo Vargas     | 3 de diciembre | 7:30 p. m. | Claro TV - Altice TV MLB.TV - Televisión Dominicana       |                  |
| Tigres del Licey     |  | Gigantes del Cibao   | Estadio Julián Javier     | 4 de diciembre | 7:00 p. m. | Claro TV - Altice TV MLB.TV - Televisión Dominicana       |                  |
| Estrellas Orientales |  | Leones del Escogido  | Estadio Quisqueya         | 4 de diciembre | 7:15 p. m. | Claro TV - Altice TV MLB.TV - Televisión Dominicana       |                  |
| Águilas Cibaeñas     |  | Toros del Este       | Estadio Francisco Micheli | 4 de diciembre | 7:30 p. m. | Claro TV - Altice TV MLB.TV - Televisión Dominicana       |                  |
| Toros del Este       |  | Leones del Escogido  | Estadio Quisqueya         | 5 de diciembre | 7:15 p. m. | Claro TV - Altice TV MLB.TV - Televisión Dominicana       |                  |
| Tigres del Licey     |  | Águilas Cibaeñas     | Estadio Cibao             | 5 de diciembre | 7:30 p. m. | Claro TV - Altice TV MLB.TV - Televisión Dominicana       |                  |
| Estrellas Orientales |  | Gigantes del Cibao   | Estadio Julián Javier     | 6 de diciembre | 7:00 p. m. | Claro TV - Altice TV MLB.TV - Televisión Dominicana       |                  |
| Águilas Cibaeñas     |  | Tigres del Licey     | Estadio Quisqueya         | 6 de diciembre | 7:30 p. m. | Digital 15 - Telemicro Internacional Claro TV - Altice TV | MLB.TV - YouTube |
| Leones del Escogido  |  | Toros del Este       | Estadio Francisco Micheli | 6 de diciembre | 7:30 p. m. | Claro TV - Altice TV MLB.TV - Televisión Dominicana       |                  |
| Gigantes del Cibao   |  | Tigres del Licey     | Estadio Quisqueya         | 7 de diciembre | 5:00 p. m. | Digital 15 - Telemicro Internacional Claro TV - Altice TV | MLB.TV - YouTube |
| Toros del Este       |  | Águilas Cibaeñas     | Estadio Cibao             | 7 de diciembre | 6:00 p. m. | Claro TV - Altice TV MLB.TV - Televisión Dominicana       |                  |
| Leones del Escogido  |  | Estrellas Orientales | Estadio Tetelo Vargas     | 7 de diciembre | 7:30 p. m. | Claro TV - Altice TV MLB.TV - Televisión Dominicana       |                  |
| Tigres del Licey     |  | Leones del Escogido  | Estadio Quisqueya         | 8 de diciembre | 4:00 p. m. | Claro TV - Altice TV MLB.TV - Televisión Dominicana       |                  |
| Gigantes del Cibao   |  | Águilas Cibaeñas     | Estadio Cibao             | 8 de diciembre | 4:00 p. m. | Claro TV - Altice TV MLB.TV - Televisión Dominicana       |                  |
| Estrellas Orientales |  | Toros del Este       | Estadio Francisco Micheli | 8 de diciembre | 5:00 p. m. | Claro TV - Altice TV MLB.TV - Televisión Dominicana       |                  |

| Leones del Escogido  |  | Águilas Cibaeñas     | Estadio Cibao             | 12 de diciembre | 7:30 p. m. | Claro TV - Altice TV MLB.TV - Televisión Dominicana |
| Gigantes del Cibao   |  | Estrellas Orientales | Estadio Tetelo Vargas     | 12 de diciembre | 7:30 p. m. | Claro TV - Altice TV MLB.TV - Televisión Dominicana |
| Toros del Este       |  | Gigantes del Cibao   | Estadio Julián Javier     | 13 de diciembre | 7:00 p. m. | Claro TV - Altice TV MLB.TV - Televisión Dominicana |
| Águilas Cibaeñas     |  | Leones del Escogido  | Estadio Quisqueya         | 13 de diciembre | 7:15 p. m. | Claro TV - Altice TV MLB.TV - Televisión Dominicana |
| Tigres del Licey     |  | Estrellas Orientales | Estadio Tetelo Vargas     | 13 de diciembre | 7:30 p. m. | Claro TV - Altice TV MLB.TV - Televisión Dominicana |
| Estrellas Orientales |  | Tigres del Licey     | Estadio Quisqueya         | 14 de diciembre | 5:00 p. m. | Claro TV - Altice TV MLB.TV - Televisión Dominicana |
| Gigantes del Cibao   |  | Toros del Este       | Estadio Francisco Micheli | 14 de diciembre | 7:30 p. m. | Claro TV - Altice TV MLB.TV - Televisión Dominicana |
| Tigres del Licey     |  | Leones del Escogido  | Estadio Quisqueya         | 15 de diciembre | 4:00 p. m. | Claro TV - Altice TV MLB.TV - Televisión Dominicana |
| Águilas Cibaeñas     |  | Gigantes del Cibao   | Estadio Julián Javier     | 15 de diciembre | 5:00 p. m. | Claro TV - Altice TV MLB.TV - Televisión Dominicana |
| Estrellas Orientales |  | Toros del Este       | Estadio Francisco Micheli | 15 de diciembre | 5:00 p. m. | Claro TV - Altice TV MLB.TV - Televisión Dominicana |
| Leones del Escogido  |  | Gigantes del Cibao   | Estadio Julián Javier     | 16 de diciembre | 7:00 p. m. | Claro TV - Altice TV MLB.TV - Televisión Dominicana |
| Toros del Este       |  | Tigres del Licey     | Estadio Quisqueya         | 16 de diciembre | 7:30 p. m. | Claro TV - Altice TV MLB.TV - Televisión Dominicana |
| Águilas Cibaeñas     |  | Estrellas Orientales | Estadio Tetelo Vargas     | 16 de diciembre | 7:30 p. m. | Claro TV - Altice TV MLB.TV - Televisión Dominicana |

| Leones del Escogido  |  | Tigres del Licey     | Estadio Quisqueya         | 18 de diciembre | 7:30 p. m. | Claro TV - Altice TV MLB.TV - Televisión Dominicana |
| Gigantes del Cibao   |  | Águilas Cibaeñas     | Estadio Cibao             | 18 de diciembre | 7:30 p. m. | Claro TV - Altice TV MLB.TV - Televisión Dominicana |
| Toros del Este       |  | Estrellas Orientales | Estadio Tetelo Vargas     | 18 de diciembre | 7:30 p. m. | Claro TV - Altice TV MLB.TV - Televisión Dominicana |
| Toros del Este       |  | Tigres del Licey     | Estadio Quisqueya         | 19 de diciembre | 7:30 p. m. | Claro TV - Altice TV MLB.TV - Televisión Dominicana |
| Águilas Cibaeñas     |  | Estrellas Orientales | Estadio Tetelo Vargas     | 19 de diciembre | 7:30 p. m. | Claro TV - Altice TV MLB.TV - Televisión Dominicana |
| Gigantes del Cibao   |  | Leones del Escogido  | Estadio Quisqueya         | 20 de diciembre | 6:15 p. m. | Claro TV - Altice TV MLB.TV - Televisión Dominicana |
| Estrellas Orientales |  | Águilas Cibaeñas     | Estadio Cibao             | 20 de diciembre | 7:30 p. m. | Claro TV - Altice TV MLB.TV - Televisión Dominicana |
| Tigres del Licey     |  | Toros del Este       | Estadio Francisco Micheli | 20 de diciembre | 7:30 p. m. | Claro TV - Altice TV MLB.TV - Televisión Dominicana |
| Águilas Cibaeñas     |  | Leones del Escogido  | Estadio Quisqueya         | 21 de diciembre | 4:10 p. m. | Claro TV - Altice TV MLB.TV - Televisión Dominicana |
| Tigres del Licey     |  | Estrellas Orientales | Estadio Tetelo Vargas     | 21 de diciembre | 7:30 p. m. | Claro TV - Altice TV MLB.TV - Televisión Dominicana |
| Leones del Escogido  |  | Tigres del Licey     | Estadio Quisqueya         | 22 de diciembre | 5:00 p. m. | Claro TV - Altice TV MLB.TV - Televisión Dominicana |
| Águilas Cibaeñas     |  | Gigantes del Cibao   | Estadio Julián Javier     | 22 de diciembre | 5:00 p. m. | Claro TV - Altice TV MLB.TV - Televisión Dominicana |
| Estrellas Orientales |  | Toros del Este       | Estadio Francisco Micheli | 22 de diciembre | 5:00 p. m. | Claro TV - Altice TV MLB.TV - Televisión Dominicana |

## MVPde la Semana

### Bateadores
| Semana    | Pos. | Jugador           | Equipo |
| --------- | ---- | ----------------- | ------ |
| Semana 1  | SS   | Jordan Lawlar     | TL     |
| Semana 2  | IF   | Ramón Hernández   | TL     |
| Semana 3  | SS   | Starlin Castro    | AC     |
| Semana 4  | RF   | Sandro Fabián     | TE     |
| Semana 5  | RF   | Sandro Fabián     | TE     |
| Semana 6  | 3B   | Eguy Rosario      | EO     |
| Semana 7  | 1B   | Aderlin Rodríguez | AC     |
| Semana 8  | 3B   | Kelvin Gutiérrez  | GC     |
| Semana 9  | 1B   | Aderlin Rodríguez | AC     |
| Semana 10 | 1B   | Carlos Franco     | GC     |

### Lanzadores
| Semana    | Pos. | Jugador        | Equipo |
| --------- | ---- | -------------- | ------ |
| Semana 1  | LHP  | Enny Romero    | AC     |
| Semana 2  | LHP  | Steven Moyers  | TL     |
| Semana 3  | RHP  | Nabil Crismatt | GC     |
| Semana 4  | RHP  | Víctor Santos  | LE     |
| Semana 5  | RHP  | Esmil Rogers   | TE     |
| Semana 6  | LHP  | Braulio Torres | AC     |
| Semana 7  | LHP  | Enny Romero    | AC     |
| Semana 8  | RHP  | Nabil Crismatt | GC     |
| Semana 9  | RHP  | Luis Moreno    | EO     |
| Semana 10 | RHP  | Wily Peralta   | GC     |

## Round Robin

### Tabla de posiciones
- Actualizadas al 18 de enero de 2025.[13]

| Round Robin          | Round Robin | Round Robin | Round Robin | Round Robin | Round Robin | Round Robin | Round Robin | Round Robin | Round Robin | Round Robin | Round Robin | Round Robin |
| Equipo               | JJ          | JG          | JP          | Ave.        | Dif.        | Racha       | Últ. 10     | Local       | Visitante   | CA          | CP          | Dif.        |
| -------------------- | ----------- | ----------- | ----------- | ----------- | ----------- | ----------- | ----------- | ----------- | ----------- | ----------- | ----------- | ----------- |
| Tigres del Licey     | 15          | 11          | 4           | .733        | 0.00        | P-1         | 7-3         | 5-3         | 6-1         | 60          | 59          | +1          |
| Leones del Escogido  | 15          | 10          | 5           | .667        | 1.00        | G-1         | 8-2         | 4-3         | 6-2         | 99          | 57          | +42         |
| Estrellas Orientales | 15          | 5           | 10          | .357        | 6.00        | P-6         | 2-8         | 3-4         | 2-5         | 59          | 75          | -16         |
| Águilas Cibaeñas     | 15          | 4           | 11          | .267        | 7.00        | G-2         | 3-7         | 2-5         | 2-6         | 42          | 69          | -27         |

|  |                                |
|  | Clasificados a la Serie Final. |

|  |                                     |
|  | Eliminados de la Temporada 2024-25. |

### Cara a cara
| Récord del Round Robin de la Temporada 2024-25 frente a oponentes Fuente: estadisticas.lidom.com/TablaPosicion | Récord del Round Robin de la Temporada 2024-25 frente a oponentes Fuente: estadisticas.lidom.com/TablaPosicion | Récord del Round Robin de la Temporada 2024-25 frente a oponentes Fuente: estadisticas.lidom.com/TablaPosicion | Récord del Round Robin de la Temporada 2024-25 frente a oponentes Fuente: estadisticas.lidom.com/TablaPosicion | Récord del Round Robin de la Temporada 2024-25 frente a oponentes Fuente: estadisticas.lidom.com/TablaPosicion |
| Equipo | | | | |
| --- | --- | --- | --- | --- |
| Tigres del Licey                                                                                               | - | 2-3 | 4-1 | 5-0 |
| Leones del Escogido                                                                                            | 3-2 | - | 4-1 | 3-2 |
| Estrellas Orientales                                                                                           | 1-4 | 1-4 | - | 3-2 |
| Águilas Cibaeñas                                                                                               | 0-5 | 2-3 | 2-3 | - |

| Stat | Jugador          | Equipo | Total |
| ---- | ---------------- | ------ | ----- |
| AVG  | Junior Caminero  | LE     | .448  |
| H    | Junior Caminero  | LE     | 26    |
| 2B   | Junior Caminero  | LE     | 7     |
| 3B   | 5 jugadores      | n/a    | 2     |
| HR   | Sergio Alcántara | TL     | 4     |
| CI   | Jean Segura      | LE     | 15    |
| SB   | Erick González   | LE     | 7     |
| CA   | Junior Caminero  | LE     | 17    |
| TB   | Junior Caminero  | LE     | 41    |

| Stat | Jugador           | Equipo | Total |
| ---- | ----------------- | ------ | ----- |
| V    | Carlos Vargas     | TL     | 3     |
| D    | 2 jugadores       | n/a    | 2     |
| EFE. | Esmil Rogers      | EO     | 1.32  |
| SO   | Spencer Patton    | EO     | 15    |
| SV   | Jean Carlos Mejía | TL     | 4     |
| IP   | Johnny Cueto      | LE     | 15.0  |

### Calendario de juegos
Huso horario: EST (UTC-04:00)
| Águilas Cibaeñas     | 5-1  | Tigres del Licey     | Estadio Quisqueya     | 2 de enero | 7:30 p. m. | Digital 15 - Telemicro Internacional Claro TV - Altice TV | MLB.TV - YouTube |
| Leones del Escogido  | 0-4  | Estrellas Orientales | Estadio Tetelo Vargas | 2 de enero | 7:30 p. m. | Coral 39 - Xtremo Channel Claro TV Televisión Dominicana  | MLB.TV           |
| Estrellas Orientales | 6-4  | Tigres del Licey     | Estadio Quisqueya     | 3 de enero | 7:30 p. m. | Digital 15 - Telemicro Internacional Claro TV - Altice TV | MLB.TV - YouTube |
| Leones del Escogido  | 4-2  | Águilas Cibaeñas     | Estadio Cibao         | 3 de enero | 7:30 p. m. | CDN Deportes - Teleuniverso Canal 29 Claro TV - Altice TV | MLB.TV - YouTube |
| Águilas Cibaeñas     | 7-6  | Leones del Escogido  | Estadio Quisqueya     | 4 de enero | 4:00 p. m. | Digital 15 Claro TV - Altice TV                           | MLB.TV           |
| Tigres del Licey     | 4-3  | Estrellas Orientales | Estadio Tetelo Vargas | 4 de enero | 7:30 p. m. | Coral 39 - Xtremo Channel Claro TV Televisión Dominicana  | MLB.TV           |
| Estrellas Orientales | 3-8  | Leones del Escogido  | Estadio Quisqueya     | 5 de enero | 4:00 p. m. | Digital 15 Claro TV - Altice TV                           | MLB.TV           |
| Tigres del Licey     | 4-2  | Águilas Cibaeñas     | Estadio Cibao         | 5 de enero | 5:00 p. m. | CDN Deportes - Teleuniverso Canal 29 Claro TV - Altice TV | MLB.TV - YouTube |
| Tigres del Licey     | 7-6  | Leones del Escogido  | Estadio Quisqueya     | 6 de enero | 4:00 p. m. | Digital 15 Claro TV - Altice TV                           | MLB.TV           |
| Águilas Cibaeñas     | 2-3  | Estrellas Orientales | Estadio Tetelo Vargas | 6 de enero | 5:00 p. m. | Coral 39 - Xtremo Channel Claro TV Televisión Dominicana  | MLB.TV           |
| Leones del Escogido  | 8-1  | Tigres del Licey     | Estadio Quisqueya     | 7 de enero | 7:30 p. m. | Digital 15 - Telemicro Internacional Claro TV - Altice TV | MLB.TV - YouTube |
| Estrellas Orientales | 6-0  | Águilas Cibaeñas     | Estadio Cibao         | 7 de enero | 7:30 p. m. | CDN Deportes - Teleuniverso Canal 29 Claro TV - Altice TV | MLB.TV - YouTube |
| Águilas Cibaeñas     | 0-1  | Tigres del Licey     | Estadio Quisqueya     | 8 de enero | 7:30 p. m. | Digital 15 - Telemicro Internacional Claro TV - Altice TV | MLB.TV - YouTube |
| Leones del Escogido  | 12-6 | Estrellas Orientales | Estadio Tetelo Vargas | 8 de enero | 7:30 p. m. | Coral 39 - Xtremo Channel Claro TV Televisión Dominicana  | MLB.TV           |

## Serie Final
Serie final programada a siete partidos desde el 20 hasta el 27 de enero de 2025. El primero que gane 4 de 7 juegos será el campeón nacional.
Huso horario: EST (UTC-04:00)
| Final - 20 al 27 de enero | Final - 20 al 27 de enero | Final - 20 al 27 de enero | Final - 20 al 27 de enero       | Final - 20 al 27 de enero | Final - 20 al 27 de enero | Final - 20 al 27 de enero        | Final - 20 al 27 de enero |
| Visitante                 | Resultado                 | Home Club                 | Estadio                         | Fecha                     | Hora                      | TV                               | Streaming                 |
| ------------------------- | ------------------------- | ------------------------- | ------------------------------- | ------------------------- | ------------------------- | -------------------------------- | ------------------------- |
| Leones del Escogido       | 3-4F/14                   | Tigres del Licey          | Estadio Quisqueya Juan Marichal | 20 de enero               | 19:30 p. m.               | Digital 15 Claro TV+ - Altice TV | MLB.tv YouTube            |
| Tigres del Licey          | 2-3                       | Leones del Escogido       | Estadio Quisqueya Juan Marichal | 21 de enero               | 19:15 p. m.               | Digital 15 Claro TV+ - Altice TV | MLB.tv                    |
| Leones del Escogido       | 6-0                       | Tigres del Licey          | Estadio Quisqueya Juan Marichal | 22 de enero               | 19:30 p. m.               | Digital 15 Claro TV+ - Altice TV | MLB.tv YouTube            |
| -                         | -                         | -                         | -                               | 23 de enero               | -                         | -                                | -                         |
| Tigres del Licey          | 9-3                       | Leones del Escogido       | Estadio Quisqueya Juan Marichal | 24 de enero               | 19:30 p. m.               | Digital 15 Claro TV+ - Altice TV | MLB.tv                    |
| Leones del Escogido       | 4-1                       | Tigres del Licey          | Estadio Quisqueya Juan Marichal | 25 de enero               | 19:30 p. m.               | Digital 15 Claro TV+ - Altice TV | MLB.tv YouTube            |
| Tigres del Licey          | 7-4F/14                   | Leones del Escogido       | Estadio Quisqueya Juan Marichal | 26 de enero               | 19:15 p. m.               | Digital 15 Claro TV+ - Altice TV | MLB.tv                    |
| Leones del Escogido       | 6-5                       | Tigres del Licey          | Estadio Quisqueya Juan Marichal | 27 de enero               | 19:15 p. m.               | Digital 15 Claro TV+ - Altice TV | MLB.tv YouTube            |

|                                                   |
| Campeón Leones del Escogido Decimo septimo titulo |

## Líderes

### Premios individuales
| Premio                                | Jugador/Manager   | Equipo               |
| ------------------------------------- | ----------------- | -------------------- |
| Novato del Año                        | Luis Moreno       | Estrellas Orientales |
| Lanzador del Año                      | Enny Romero       | Águilas Cibaeñas     |
| Caballero del Año                     | Kelvin Gutiérrez  | Gigantes del Cibao   |
| Ejecutivo del Año                     | Ángel Ovalles     | Águilas Cibaeñas     |
| Dirigente del Año                     | Fernando Tatis    | Estrellas Orientales |
| Jugador Más Valioso                   | Aderlin Rodríguez | Águilas Cibaeñas     |
| MVP del Round Robin                   | Junior Caminero   | Leones del Escogido  |
| Jugador Más Valioso de la Serie Final | Junior Caminero   | Leones del Escogido  |